# Primera División de Uruguay 1960
Liga Profesional de Primera División 1960 var den 58:e säsongen av Uruguays högstaliga i fotboll, och 29:e säsongen som ligan spelades på professionell nivå. Ligan spelades som ett seriespel där samtliga lag mötte varandra vid två tillfällen. Totalt spelades 90 matcher med 274 gjorda mål. Ligasegraren blev kvalificerad till "Copa de Campeones de América 1961" (Copa Libertadores).
Peñarol vann sin 25:e titel som uruguayanska mästare.

## Deltagande lag
10 lag deltog i mästerskapet, samtliga från Montevideo.

## Resultat
| Nr | Lag                  | S  | V  | O | F  | GM | IM | MS  | P  |
| -- | -------------------- | -- | -- | - | -- | -- | -- | --- | -- |
| 1  | Peñarol              | 18 | 11 | 6 | 1  | 44 | 18 | +26 | 28 |
| 2  | Cerro                | 18 | 13 | 2 | 3  | 43 | 21 | +22 | 28 |
| 3  | Nacional             | 18 | 10 | 4 | 4  | 45 | 22 | +23 | 24 |
| 4  | Fénix                | 18 | 5  | 6 | 7  | 20 | 31 | −11 | 16 |
| 5  | CA Defensor          | 18 | 3  | 9 | 6  | 17 | 22 | −5  | 15 |
| 6  | Racing Club          | 18 | 7  | 1 | 10 | 26 | 32 | −6  | 15 |
| 7  | Rampla Juniors       | 18 | 5  | 5 | 8  | 20 | 32 | −12 | 15 |
| 8  | Montevideo Wanderers | 18 | 5  | 5 | 8  | 19 | 27 | −8  | 15 |
| 9  | Liverpool            | 18 | 6  | 2 | 10 | 25 | 36 | −11 | 14 |
| 10 | IA Sud América       | 18 | 3  | 4 | 11 | 15 | 33 | −18 | 10 |

## Playoff
|  | 18 december 1960 | Peñarol                        | 3 – 1 | Cerro | Estadio Centenario        |                           |
|  |                  | Júpiter Creció Alberto Spencer |       | ?     | Montevideo Publik: 60 000 | Montevideo Publik: 60 000 |
|  |                  |                                |       |       | Montevideo Publik: 60 000 | Montevideo Publik: 60 000 |
|  |                  |                                |       |       | Montevideo Publik: 60 000 | Montevideo Publik: 60 000 |